# Monthly Shōnen Magazine
Monthly Shōnen Magazine (月刊少年マガジン, Gekkan Shōnen Magajin) est un magazine de prépublication de mangas mensuel de type shōnen publié par la Kōdansha.
Il est lancé à l'automne 1964 mais uniquement en édition spéciale du Weekly Shōnen Magazine sous le nom de Bessatsu Shōnen Magazine. Il devient mensuel en 1969 et change de titre pour Monthly Bessatsu Shōnen Magazine (月刊別冊少年マガジン). Après une période de pause, il est réédité en 1974, puis change de nom et devient le Monthly Shōnen Magazine en 1975.
Un supplément, le Shōnen Magazine R, est lancé en 2015. Au départ publié tous les deux mois, il devient uniquement digital en octobre 2019 avec une sortie mensuelle.
En 2009, Kōdansha réutilise le nom et crée un magazine, lui aussi mensuel, dérivé du Weekly Shōnen Magazine, le Bessatsu Shōnen Magazine.

## Mangas prépubliés
|  | Manga en inactivité |

| Titre | Auteur                                                  | Première publication |
| --- | ------------------------------------------------------- | -------------------- |
| Mutsu Enmei-ryû Ikaiden: Shura no Mon - Mutsu-san wa Chô Tsuyoi?! (陸奥圓明流異界伝 修羅の紋ムツさんはチョー強い?!) | Kai Toshiro (dessin), Masatoshi Kawahara (scénario)     | janvier 2020         |
| DEAR BOYS ACT4 (DEAR BOYS ACT4)                                                                                     | Hiroki Yagami                                           | octobre 2018         |
| Megumi no Daigo: Kyūkoku no Orange (め組の大吾 救国のオレンジ)                                                      | Masahito Soda                                           | octobre 2020         |
| Ishura: Shin Maou Sensou (異修羅－新魔王戦争－)                                                                     | Meguri (dessin), Keiso (scénario)                       | mars 2021            |
| Ryu Sochi No Tsubasa Shiki Tome Ko Yo Ka Itsute (龍帥の翼 史記・留侯世家異伝)                                       | Masatoshi Kawahara                                      | mars 2016            |
| Shin Kamen Rider Spirits (新仮面ライダーSPIRITS)                                                                    | Kenichi Muraeda (dessin), Shōtarō Ishinomori (scénario) | juillet 2009         |
| Kuro Ageha (くろアゲハ)                                                                                             | Atsushi Kase                                            | décembre 2013        |
| Stranger Case (虚構推理, Kyokō suiri)                                                                               | Chasiba Katase (dessin), Kyo Shirodaira (scénario)      | décembre 2019        |
| Tekken Chinmi Legends (鉄拳チンミLegends)                                                                           | Takeshi Maekawa                                         | août 2006            |
| Soukyuu No Shihai-Sha ~ Isekai Oppai Musouden (双穹の支配者 〜異世界おっぱい無双伝〜)                               | Maruborō Akai                                           | mai 2020             |
| Koi wa Sekai Seifuku no Ato de (恋は世界征服のあとで)                                                               | Hiroshi Noda                                            | octobre 2019         |
| Planet of the Fools (愚者の星, Gusha no Hoshi)                                                                      | Hiroki Endo                                             | août 2019            |
| Tetsukai no Senshi (鉄界の戦士)                                                                                     | Ryo Sumika                                              | janvier 2020         |
| Welcome to the Ballroom (ボールルームへようこそ, Bōrurūmu e yōkoso)                                                 | Tomo Takeuchi                                           | novembre 2011        |
| Chikuwa Machi no Susume (ちくわ町ノススメ)                                                                          | Naoki Hirano                                            | avril 2012           |
| Noragami (ノラガミ)                                                                                                 | Adachitoka                                              | décembre 2010        |
| Sora no Grifters - Ichi Chou-en no Sagishitachi (空のグリフターズ ～一兆円の詐欺師たち～)                           | Motohiro Kato                                           | janvier 2021         |
| Sudachi no Maōjō (すだちの魔王城)                                                                                   | Makoto Morishita                                        | octobre 2021         |
| Dead Rock (デッドロック, Deddo Rokku)                                                                               | Hiro Mashima                                            | juillet 2023         |